# Enaria fasciaria
Enaria fasciaria är en skalbaggsart som beskrevs av Marc Lacroix 1993. Enaria fasciaria ingår i släktet Enaria och familjen Melolonthidae. Inga underarter finns listade i Catalogue of Life.